# Sundbyberg
Gmina miejska Sundbyberg (szw. Sundbybergs kommun) – szwedzka gmina położona w regionie Sztokholm. Jest gminą posiadającą zarazem status miasta.
Pod względem zaludnienia Sundbyberg jest 69. gminą w Szwecji. Zamieszkuje ją 38 460 osób, z czego 50,3% to kobiety (19 344) i 49,7% to mężczyźni (19 116). Na każdy kilometr kwadratowy przypada 4273 mieszkańców. Pod względem wielkości gmina zajmuje 290. miejsce (stan na 1 listopada 2010).

## Galeria

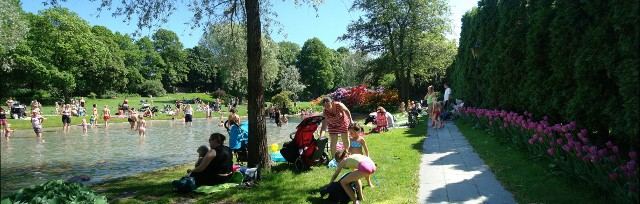
Park Marabou
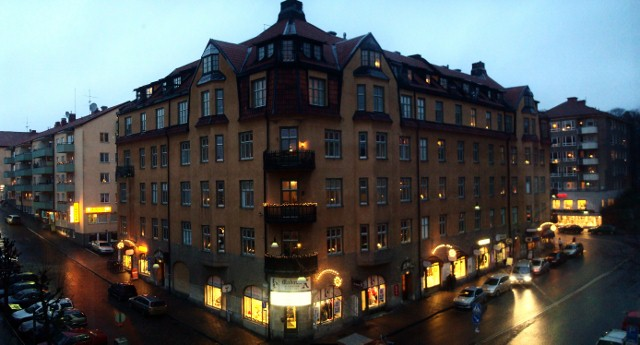
Esplanaden, ulica w centrum Sundbyberg
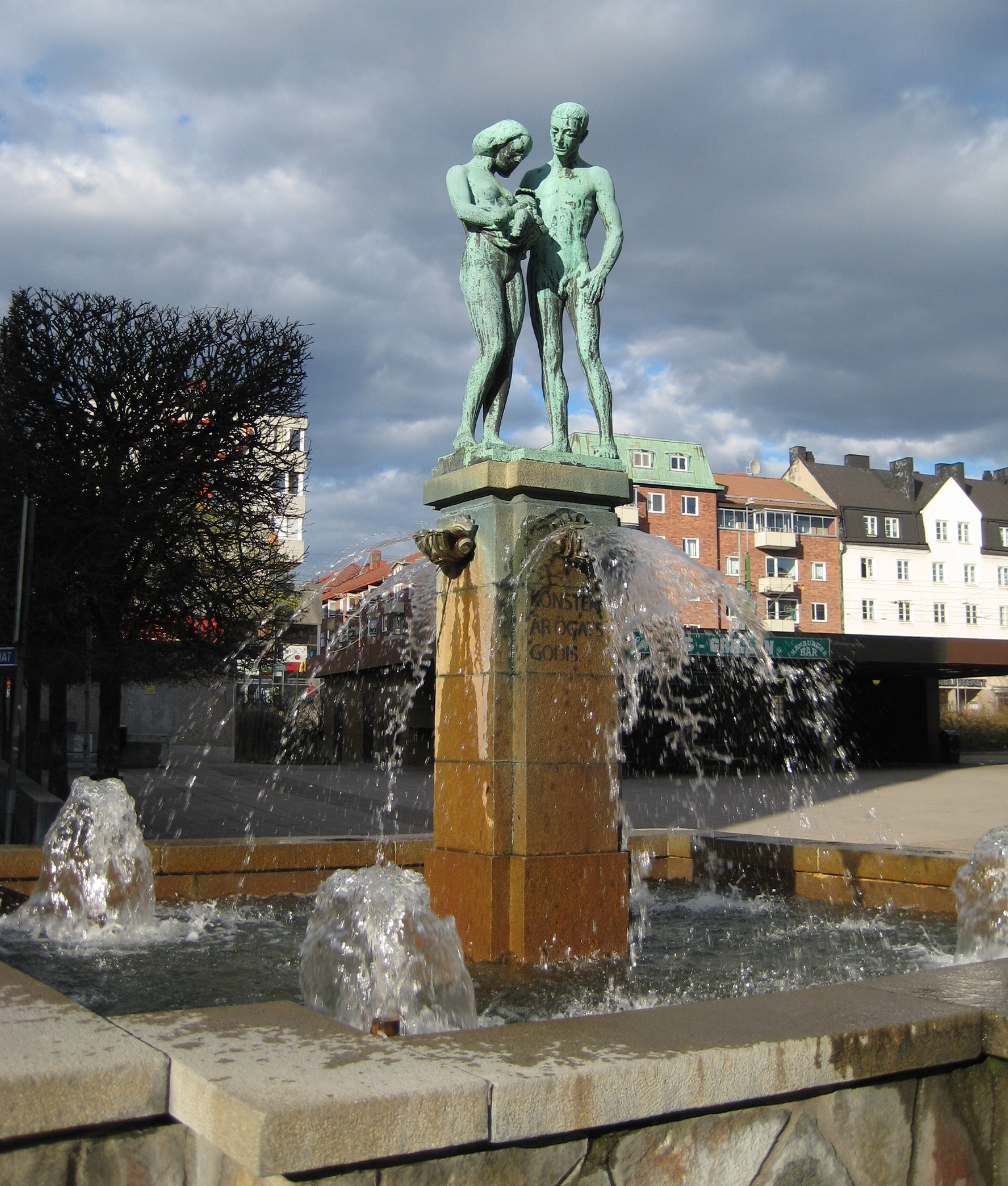
Fontanna z rzeźbą na placu w centrum
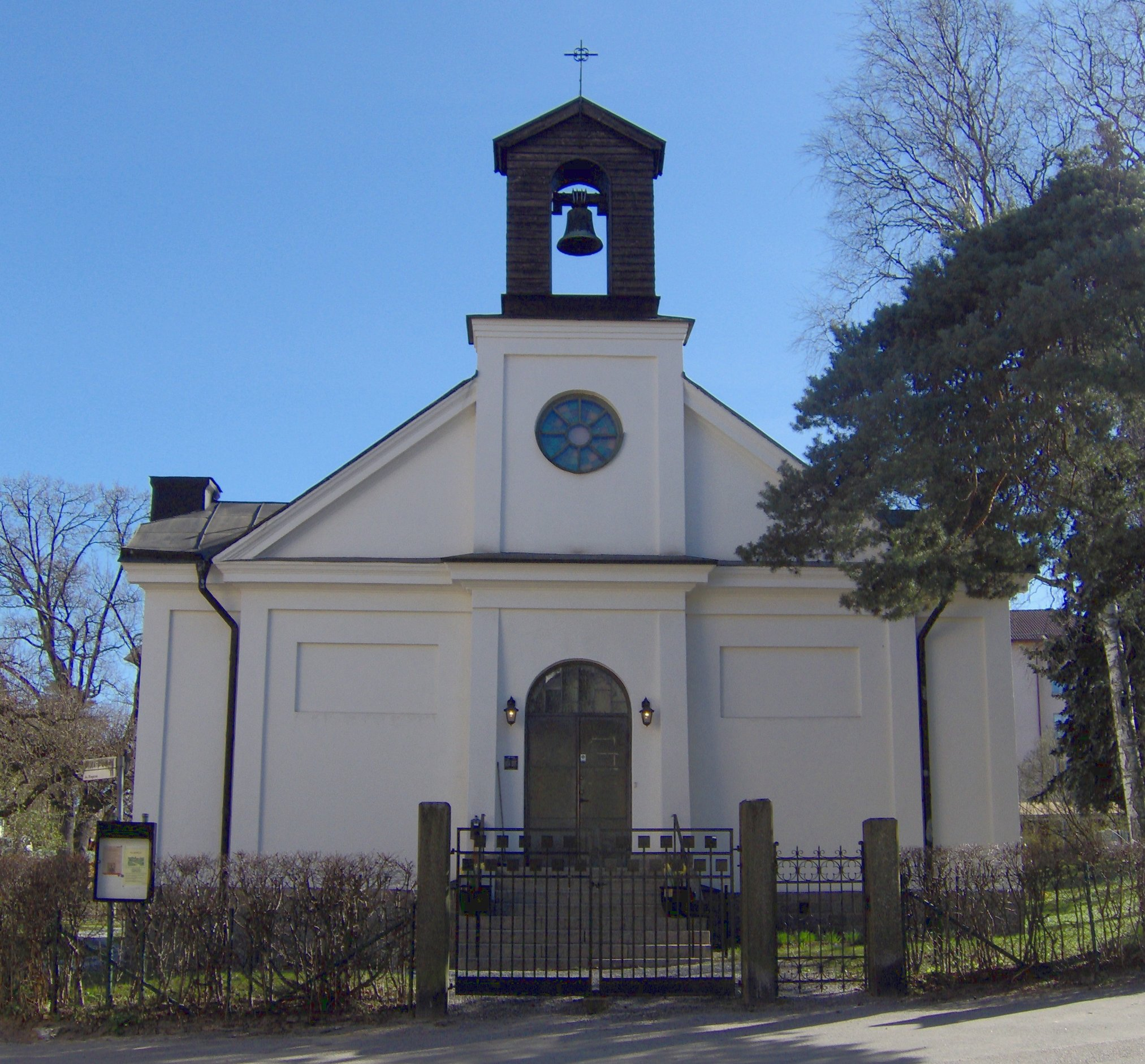
Kaplica Alby
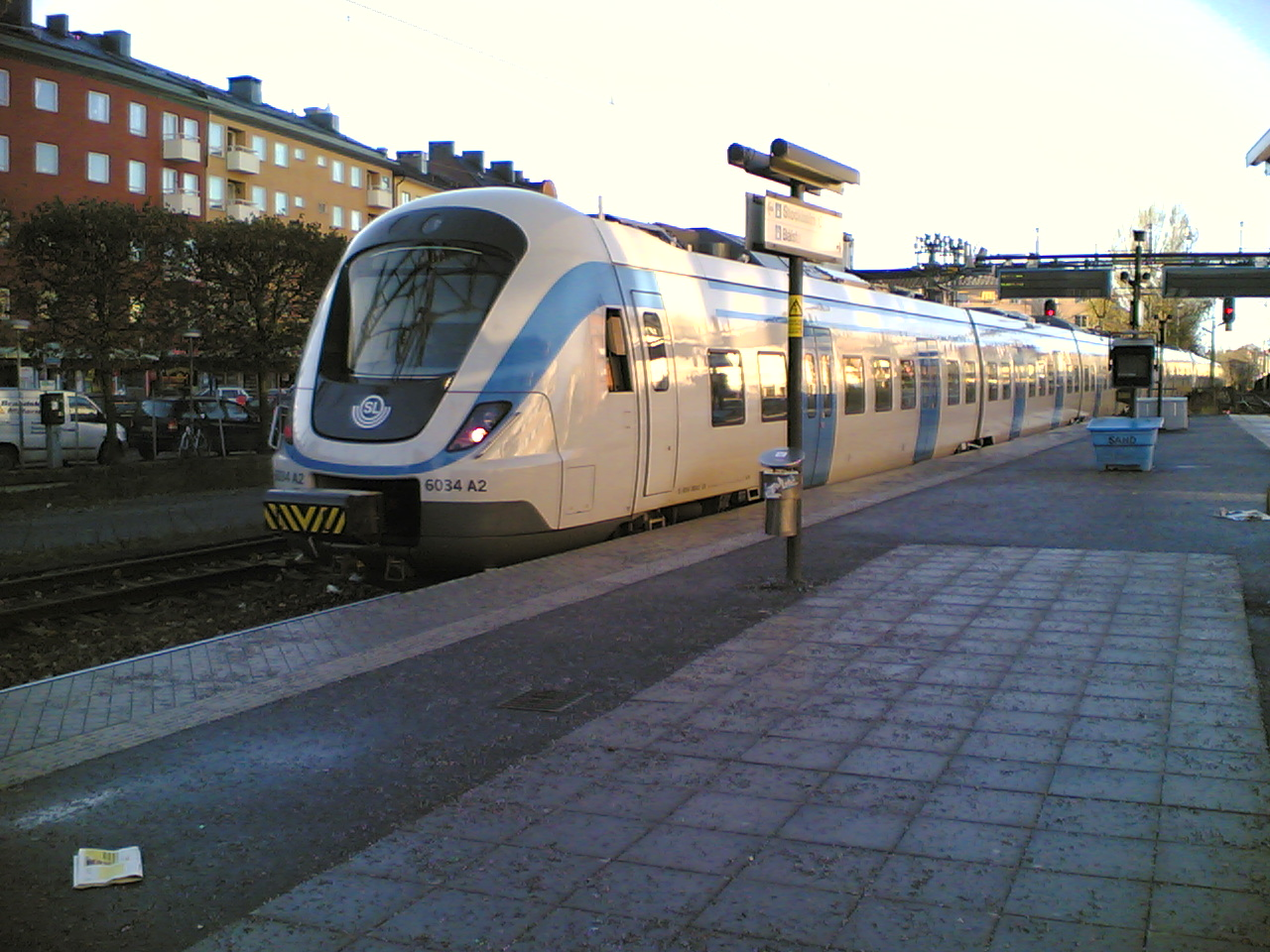
Pociąg na stacji Sundbyberg